# Звеглевиці
Звеглеви́ці (рос. Звеглевицы) — присілок у складі Верховазького району Вологодської області, Росія. Входить до складу Нижньо-Вазького сільського поселення.

## Населення
Населення — 9 осіб (2010; 15 у 2002).
Національний склад (станом на 2002 рік):
- росіяни — 100 %